# BZ Водолея
BZ Водолея (лат. BZ Aquarii) — одиночная переменная звезда в созвездии Водолея на расстоянии (вычисленном из значения параллакса) приблизительно 6076 световых лет (около 1863 парсеков) от Солнца. Видимая звёздная величина звезды — от более +14,5m до +10,8m.

## Характеристики
BZ Водолея — красная пульсирующая переменная звезда, мирида (M) спектрального класса M3 или M4/5. Эффективная температура — около 3295 К.